# Leslie West
Leslie West (Leslie Weinstein; Nueva York, 22 de octubre de 1945-22 de diciembre de 2020) fue un guitarrista, cantante y compositor estadounidense. Fue popular por haber sido uno de los miembros fundadores de la banda de hard rock Mountain.
Falleció a los 75 años de edad el 22 de diciembre de 2020 por complicaciones cardiacas.

## Carrera

### Primeros años
Su carrera musical comienza con The Vagrants, banda de R&B/Soul-Rock, con los que obtuvo un par de éxitos menores con "I Can't Make a Friend" en 1966 y con "Respect" (una versión del tema de Otis Redding) al año siguiente. Algunas de las canciones de los Vagrants fueron producidas por Felix Pappalardi, que era conocido por trabajar en el álbum Disraeli Gears de los míticos Cream.
En 1969 lanza su primer disco de estudio en solitario, llamado Mountain. En este disco West toca la guitarra y canta, Pappalardi toca el bajo, teclados y lo produce y N. D. Smart toca la batería.
A lo largo de 1969 West y Pappalardi forman la banda Mountain. La revista Rolling Stone los define como una versión fuerte de Cream, convirtiéndose en unos pioneros del Hard Rock. Junto a Steve Knight en los teclados y N. D. Smart a la batería aparecen en el segundo día del Festival Woodstock, tocan un set de 11 canciones a las 9 pm.
En Mountain West y Pappalardi, guitarra y bajo respectivamente, compartían protagonismo y voces. Un nuevo batería, Corky Laing, se incorpora a la banda poco tiempo después de la actuación de Woodstock y con esa formación lanzan "Mississippi Queen", alcanzando el puesto 21 en las listas Billboard y el 4º puesto en Canadá. Este éxito fue seguido por la canción "Theme For an Imaginary Western", escrita por Jack Bruce, bajista de Cream. Ambas incluidas en el primer álbum de la banda.
Climbing! (1970), Nantucket Sleighride (1971) y Flowers of Evil (1971) son los álbumes que Mountain graba en esa primera época con la formación original, West-guitarra y voces, Pappalardi-Bajo, voces y producción, Knight-teclados y Laing-batería y percusión.
Tras la marcha de Pappalardi, West y Laing junto a jack Bruce realizan 2 álbumes de estudio y uno en directo bajo el nombre de West, Bruce y Laing. 
Entretanto West y el teclista Al Kooper, de Blood, Sweat & Tears, graban en marzo de 1971 con The Who en Nueva York una versión de Marvin Gaye "Baby Don't You Do It", así como unas primeras versiones de "Love Ain't for Keeping" y de la mítica "Won't Get Fooled Again" que formarían parte del Who´s Next. Aunque esas grabaciones originalmente no estuvieron incluidas en el lanzamiento original, aparecen como bonus tracks en las reediciones de 1995 y 2003 de Who´s Next y en la de 1998 de Odds & Sods.
Mountain reaparecen en 1973 pero se vuelven a separar al año siguiente. Junto al guitarrista de apoyo David Perry lanzan Avalanche (1974) convirtiéndose este en el último álbum de Mountain producido por Pappalardi.
En 1975 lanza The Great Fatsby, su segundo álbum en solitario, producido por él mismo. Es un compendio de músicos y cantantes elaborando versiones y canciones originales, como curiosidad Mick Jagger colabora tocando la guitarra rítmica en varias de las canciones.
En 1976 lanza su tercer álbum en solitario llamado The Leslie West Band, al igual que el anterior hay numerosos músicos y cantantes colaborando en canciones originales y versiones, entre los que destaca Mick Jones, guitarrista de Foreigner. 
También en 1976 West colabora como guitarrista en la canción "Bo Diddley Jam" del álbum 20th Anniversary of Rock 'n' Roll de Bo Diddley.

### Años 80 - 2000
West vuelve a juntar a Mountain con nuevos miembros en 1981, hacen directos y preparan nuevo material de estudio. En 1985 lanzan Go for Your Life producido por Pete Solley. Están West a la guitarra y voz, Laing a la batería y cuentan con el bajista Mark Clarke, conocido por pasar por los grupos Rainbow, Uriah Heep y Colosseum.
Durante unos días de mayo de 1987, West estuvo grabando con Howard Stern para la cadena de televisión estadounidense FOX. West era el frontman de la banda del programa, se grabaron 5 shows pero nunca llegaron a ser emitidos.
En 1988 aparece Theme, su cuarta producción de estudio en solitario. Como los anteriores lanzamientos en solitario se compone de versiones y canciones originales, para este álbum cuenta con Jack Bruce al bajo y Joe Franco (The Good Rats y Twisted Sister) a la batería.
Su quinto lanzamiento en solitario lo realiza en 1989 con el álbum Alligator, en esta ocasión cuenta con la colaboración del virtuoso del bajo Stanley Clarke en algunas canciones. 
En 1991 West colabora en la canción "Hang Me Out To Dry" dentro del álbum Toolbox de Ian Gillan, miembro de Deep Purple. West toca la guitarra y figura como coescritor, junto a Gillan, del tema.
En la década de los 90 West colaboró con Joe Bonamassa grabando juntos una versión de la canción "If Heartaches Were Nickels" de Warren Haynes. Bonamassa la incluyó en su álbum de debut A New Day Yesterday (2000), mientras que West lo hizo dentro del Guitarded (2005).
En 1994 lanza su sexto álbum en solitario, Dodgin´ the Dirt, compuesto de versiones de clásicos del Rock y del Blues, y también de material nuevo. Producido por Paul Orofino, cuenta con Randy Coven al bajo y componiendo una canción junto a West, y con Kevin Neal en la batería, también colabora el guitarrista Steve Hunter en algunas canciones y coescribiendo uno de los temas.
En 1999 aparece As Phat as it Gets, su séptimo trabajo de estudio en solitario, con versiones de clásicos del Rock y del Blues y con canciones nuevas para la ocasión. Colaboran como invitados, entre otros, Popa Chubby, Vince Converse y Kim Simmonds tocando la guitarra en algunas canciones, Leo Lyons como bajista invitado, también Joe Lynn Turner como vocalista invitado.

### Siglo 21
En 2001 West aportó la música y coescribe la letra de la canción "Immortal" en el álbum Pure Rock Fury de Clutch, se trata de una versión reelaborada de "Baby I'm Down" de su primer disco en solitario.
En 2002 reagrupa a Mountain y lanzan el álbum de estudio Mystic Fire, el último en el que Mountain crean canciones propias. Siguen West en la guitarra, voz y como productor, Corky Laing en la batería y en los arreglos de cuerda, y Chuck Hearne en el bajo. Abre el disco la canción Immortal, que originalmente fue realizada por West junto a Clutch, aunque en esta ocasión Mountain la vuelven a grabar para la ocasión.
En 2003 aparece su octavo trabajo en solitario, Blues to Die For, un álbum exclusivamente de versiones de clásicos del Blues. West los revisita y les aporta su característico sonido marca de la casa con el sonido de su guitarra Les Paul Junior, los tritura y electrifica dotándolos de contundencia y crudeza con asombrosos riffs. Un disco asombroso de principio a fin en el que demuestra que aún mantiene unas habilididades a tener en cuenta.
Su noveno álbum en solitario sale en 2005 con el nombre de Guitarded, una especie de recopilación de sus versiones de canciones de otros artistas y propias.
En 2005 lanza también el álbum Got Blooze, su décimo en solitario, nuevamente se trata de un disco de versiones de clásicos del Rock y del Blues. En esta ocasión se acompaña de Tim Bogert, miembro de las míticas  bandas Vanilla Fudge y Cactus, en el bajo, Aynsley Dunbar en la batería.
También en 2005 toca la guitarra en la versión de "Mississippi Queen" del álbum Under Cover de Ozzy Osbourne.
En 2006 elabora su undécimo disco en solitario, Blue Me, compuesto de versiones de clásicos del Rock y del Blues tal y como nos tiene acostumbrados. Aquí West vuelve demostrar que se le da bien aportar contundencia y crudeza con los sonidos que saca de su guitarra.
El 15 de octubre de 2006 Leslie West fue incluido en el Long Island Music Hall of Fame.
En 2007 Mountain lanzan Masters of War, su último trabajo de estudio. Es un álbum totalmente compuesto por versiones de canciones de Bob Dylan, con el característico toque hard rock del grupo. Colaboran Ozzy Osbourne y Warren Haynes, el primero cantando una versión del tema Masters of war y el segundo como guitarrista invitado en varias canciones.
En 2011, tras varias complicaciones con la diabetes, en junio le amputan una pierna por debajo de la rodilla, West lanza Unusual Suspects, su duodécimo álbum en solitario. Es un disco de versiones de canciones de Rock y Blues, se nota un sonido más cercano al Hard Rock que en sus anteriores trabajos en solitario. En esta ocasión colaboran en las grabaciones Joe Bonamassa, Slash, Billy Gibbons, Steve Luthaker y Zakk Wylde.
En 2013 se produce el lanzamiento de Still Climbing, su décimo tercer álbum en solitario. Se rodea de músicos de la talla de Johnny Winter, Mark Tremonti, Jonny Lang y Dee Snider, entre otros. El disco está compuesto de varias canciones compuestas por West para la ocasión y también de versiones de las canciones When a Man Loves a Woman, Over the Rainbow y Feeling Good.
En 2014 West colabora como guitarrista en varias canciones del álbum Primitive Son, un trabajo en solitario de Eli Cook.
En 2015 lanza Souncheck su último álbum de estudio en solitario, el décimo cuarto. Lo componen versiones de clásicos del Rock y del Blues y canciones nuevas, es un trabajo con un sonido más cercano al Hard Rock que al Blues. Nuevamente se rodea de grandes colaboradores como Brian May y Jack Bruce, entre otros.

## Discografía

### Solista
- 1969 Mountain
- 1975 The Great Fatsby
- 1976 The Leslie West Band
- 1988 Theme
- 1989 Alligator
- 1989 Night of the Guitar- Live!
- 1993 Live
- 1994 Dodgin' the Dirt
- 1999 As Phat as it Gets
- 2003 Blues to Die For
- 2005 Guitarded
- 2005 Got Blooze
- 2006 Blue Me
- 2011 Unusual Suspects[4]
- 2013 Still Climbing
- 2015 Soundcheck

### Con Mountain
- 1970 Climbing!
- 1971 Nantucket Sleighride
- 1971 Flowers of Evil (En vivo y estudio)
- 1974 Avalanche
- 1985 Go for Your Life!
- 1996 Man's World
- 2002 Mystic Fire
- 2007 Masters of War